# Historische rumänische Ränge und Titel

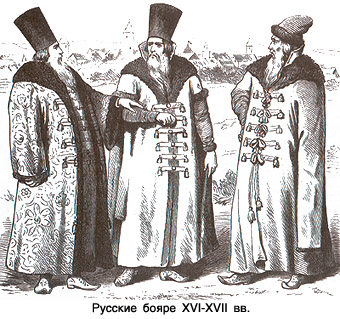
Bojaren

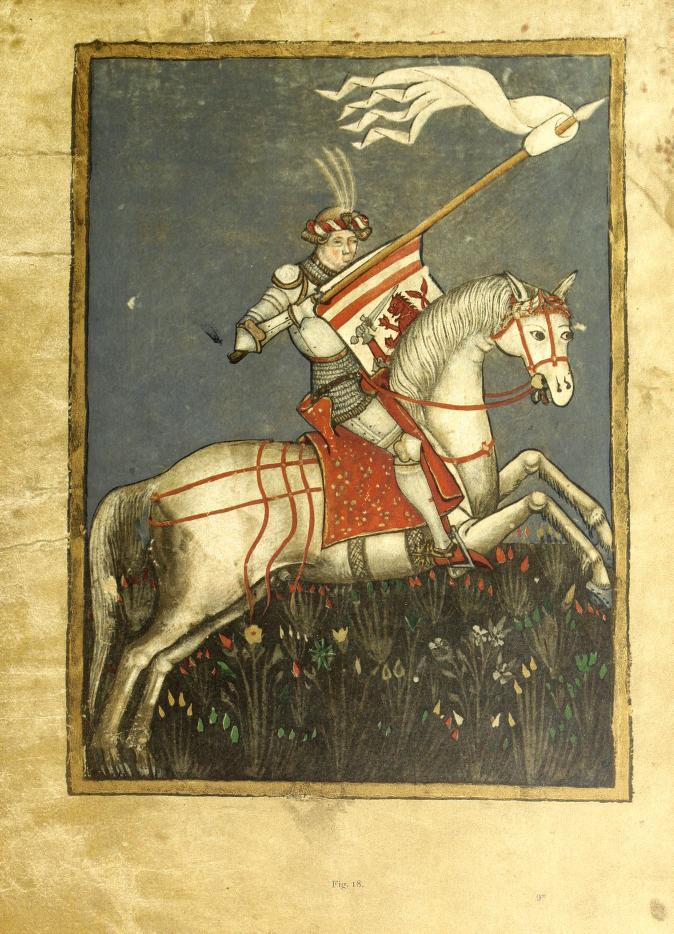
Woiwode

Dies ist ein Glossar historischer rumänischer Ränge und Titel, die in den Fürstentümern Moldau, Walachei und Siebenbürgen und später in Rumänien verwendet wurden. Viele dieser Titel lassen sich aus slawischen Sprachen herleiten, einige aus dem Griechischen, Lateinischen, Ungarischen und Türkischen; andere sind wiederum rumänische Kreationen (z. B. armas, paharnic, jitnicer und vistiernic). Die Adelstitel entsprachen in der Regel Ehrendiensten am Hofe, waren aber auch mit verschiedenen Regierungsaufgaben verbunden.
Die Adjektive mare (rumänisch), vel (slawisch) oder baș (türkisch) gehen als Synonyme für die byzantinische Bezeichnung ὁ Μέγας (der Große) einem Titel oder Rang voraus: Mare Vornic, Mare Stolnic, Vel Paharnic, Vel Pitar, Vel Logofăt, Baș Boier usw.

## Mittelalter und Neuzeit (1330/1359 – 1711/1716)
| Name des Ranges | Etymologie                                                                                            | Beschreibung |
| --------------- | --- | --- |
| Aprod           | ungarisch apród                                                                                       | für Justiz oder Finanzen zuständiger Beamter oder Begleiter für Gäste vor Gericht |
| Armaș           | rumänisch armă, arm + Suffix -aș, ursprünglich vom Lateinischen arma, Waffe                           | Beamter, der für Sicherheit, Gefängnisse und Hinrichtungen zuständig war |
| Ban             | vermutlich aus dem Sarmatischen oder Persischen oder Awarischen                                       | Der Titel mittelalterlicher Herrscher von Teilen der Walachei (Oltenien und Severin) seit dem 13. Jahrhundert. Die walachischen Bans waren Militärgouverneure. Das Gebiet, über das in der Walachei ein Ban herrschte, wurde Banat genannt. |
| Becer           | rumänisch beci, Keller (kumanischer Ursprung)                                                         | Hofkoch |
| Boier           | slawisch bolyarin                                                                                     | ein erblicher Adelstitel (Bojaren) |
| Cămăraș         | rumänisch cămară, Speisekammer                                                                        | Verantwortlicher für die Räume und Vorratskammern des Gerichts |
| Căminar         | rumänisch camină, Steuer, aus einer slawischen Sprache                                                | Person, die für die Erhebung von Steuern zuständig war (Steuer für Bienenwachs) |
| Chelar          | griechisch kellarios, wiederum vom Lateinischen cellarium, Abstellraum                                | Verantwortlicher für die Keller und Lebensmittelvorräte des Hofes |
| Clucer          | slawische Sprache kliučiari, vom Wort für „Schlüssel“                                                 | Meister des königlichen Hofes, russischer Bojarentitel klyuchnik |
| Cneaz           | slawisch Knyaz, ursprünglich aus dem Germanischen                                                     | Hauptmann oder Richter auf Dorfebene |
| Condicar        | rumänisch condică, Registerbuch, vom Griechischen kódik                                               | Archivar |
| Comis           | griechisch kómis                                                                                      | Pferdemeister |
| Cupar           | rumänisch cupă                                                                                        | Mundschenk |
| Domn            | rumänisch a domni, herrschen, lateinisch Dominus, Herr, Meister                                       | Titel der Herrscher der Wallachei und Moldaus |
| Domnitor        | rumänisch Domn, Herr                                                                                  | offizieller Titel des Herrschers von Rumänien zwischen 1859 und 1881 (früher auch inoffiziell verwendet) |
| Dregător        | rumänisch a drege, fixieren, planen                                                                   | allgemeiner Begriff, der sich auf die meisten Beamten am Gericht bezieht, mit Aufgaben, die von der Beratung bis zur Verwaltung, Justiz oder militärischen Organisation reichen                                                             |
| Jitnicer        | rumänisch jitniță, Getreidespeicher, vom slawischen žitnica, abgleitet von žito, Roggen               | Person, die für die Getreidespeicher zuständig war |
| Jude            | lateinisch iudex, vgl. rumänisch județ, eine Gerichtsbarkeit, die allgemein übersetzt wird als „Land“ | Richter oder Gouverneur einer Region |
| Grămătic        | griechisch grammatikós                                                                                | Sekretär |
| Hatman          | vgl. Hetman, vom Polnischen, ursprünglich aus dem Deutschen                                           | ein moldawisches Äquivalent der spătar |
| Hospodar        | slawisch gospodar                                                                                     | Titel der Herrscher der Walachei und der Moldau in slawischen Dokumenten |
| Ispravnic       | slawisch izpravnik                                                                                    | ein Vertreter des Herrschers in einer Grafschaft |
| Logofăt         | griechisch logothetēs                                                                                 | Kanzler |
| Medelnicer      | slawisch medelnica, Kupferwaschbecken                                                                 | ein Bojarentitel; buchstäblich eine Person, die die Hände vor dem Essen wäscht |
| Paharnic        | slawisch pohar/ pucharz, Schüssel, Kelch, Glas, vgl. rumänisch pahar, Glas                            | Königlicher Mundschenk |
| Pârcălab        | ungarisch porkoláb                                                                                    | Graf |
| Pârgar          | deutsch Bürger, über ungarisch polgár                                                                 | Gemeinderatsmitglied einer Stadt |
| Pitar           | von Pitabrot                                                                                          | Brotlieferant des Hofes |
| Polcovnic       | slawisch Polkovnik, Oberst                                                                            | Kommandeur eines Regiments |
| Portar          | rumänisch poartă, Tor                                                                                 | Pförtner |
| Postelnic       | slawisch postel, Bett; vgl. russisch postelnichy                                                      | Bojarentitel, Königlicher Kämmerer |
| Șătrar          | slawisch šatra                                                                                        | Bojar, der während des Krieges für die Wache des Militärlagers verantwortlich war |
| Sfetnic         | slawisch suvetnik, Rat, vgl. russisch sowiet                                                          | Berater des Woiwoden |
| Spătar          | griechisch spatharios, Schwertträger                                                                  | in der Walachei königlicher Schwertmeister und zweitrangig in der Armee nach dem Woiwoden |
| Staroste        | slawisch starosta                                                                                     | Schildmeister (breaslă in der Moldau, isnaf in der Wallachei). |
| Stolnic         | slawisch stolnik                                                                                      | Bojarentitel, Seneschall |
| Sluger          | slawisch služar                                                                                       | Person, die für die Fleischversorgung des Hofes verantwortlich war |
| Vătaf           | slawisch vatah                                                                                        | Aufseher |
| Vistier         | lateinisch vestiarius, Garderobiere                                                                   | Schatzmeister |
| Voievod         | slawisch Voivode                                                                                      | regierender Fürst, Oberbefehlshaber der Armee, Titel der walachischen und moldauischen Herrscher |
| Vodă            | Diminutiv von voievod                                                                                 | Titel der Herrscher der Walachei und der Moldau |
| Vornic          | vgl. Slowakisch nádvorník                                                                             | Beamter für Justiz und Inneres |

## Phanarioten-Ära (1711/1716 – 1821)
| Name des Ranges                | Etymologie                                                                  | Beschreibung                                                                                             |
| ------------------------------ | --------------------------------------------------------------------------- | --- |
| Aga                            | türkisch ağa, Kommandeur                                                    | Chef einer Strafverfolgungsbehörde (agie)                                                                |
| Alaiceauș                      | türkisch alay, Regiment und çavuş, schnell                                  | Zeremoniar                                                                                               |
| Beizadea                       | türkisch beyzade, junger Herr                                               | Sohn des Gospodaren                                                                                      |
| Binișliu                       | türkisch binişli                                                            | Gerichtskellner                                                                                          |
| Buhurdargiu                    | türkisch buhurdur                                                           | Verantwortlicher für den Hofgewürztopf                                                                   |
| Cafegiu                        | türkisch kahveci                                                            | Personen, die den Kaffee am Hof servierten                                                               |
| Caftangiu                      | türkisch Kaftan                                                             | Person, die den neu ernannten Bojaren den Bojarenmantel auf den Rücken legte                             |
| Calemgiu                       | türkisch kalemcı                                                            | Schreiber                                                                                                |
| Capuchehaie                    | türkisch kapikâhaya                                                         | diplomatischer Vertreter der walachischen/moldawischen Herrscher am osmanischen Hof                      |
| Capugiu                        | türkisch kapucu                                                             | Wache des Sultans und Vollstrecker geheimer Befehle                                                      |
| Caraghios                      | türkisch karagöz, Schwarzauge (Schattenspiel)                               | Hofnarr                                                                                                  |
| Cavas-bașa                     | türkisch kavas and baş                                                      | Hofdiener, der die Tür zum Zimmer des Prinzen bewachte                                                   |
| Ceauș                          | türkisch çavuş                                                              | Bote oder Pförtner                                                                                       |
| Chehaia                        | türkisch kehaya                                                             | Vertreter des Herrschers am osmanischen Hof                                                              |
| Ciohodar                       | türkisch çuhadar                                                            | Verantwortlicher für die Schuhe des Herrschers                                                           |
| Ciubucciu                      | türkisch çubukçu                                                            | Verantwortlicher der Pfeifen (çubuk) des Herrschers                                                      |
| Divan Efendi                   | türkisch, ursprünglich vom Persischen devan                                 | Osmanischer Angestellter, Übersetzer, Spion des Sultans                                                  |
| Divictar                       | türkisch divitdar                                                           | Gerichtsschreiber                                                                                        |
| Dragoman                       | griechisch dragomános, ursprünglich aus dem Arabischen turjumān, Übersetzer | Übersetzer                                                                                               |
| Gealat                         | türkisch cellât                                                             | Henker                                                                                                   |
| Geamgirgiu                     | türkisch camcı                                                              | Kämmerer des Prinzen                                                                                     |
| Gus-bașa                       | türkisch                                                                    | Diener, der für die Buchlektüre verantwortlich war                                                       |
| Ibrictar                       | türkisch                                                                    | Diener, der für den Kessel verantwortlich war, der das Wasser zum Waschen der Hände des Prinzen enthielt |
| Iciolan                        | türkisch içoğlan                                                            | Knabendiener                                                                                             |
| Idicliu                        | türkisch                                                                    | Pferdediener                                                                                             |
| Isbașa                         | türkisch                                                                    | Sachbearbeiter für Petitionen bei Gericht                                                                |
| Iuzbața                        | türkisch yüz, einhundert                                                    | Kommandant einer Hundertschaft Soldaten bei Hofe                                                         |
| Lipcan                         | türkisch lipkan                                                             | offizieller Kurier zwischen der Pforte und den walachischen und moldauischen Gerichten                   |
| Mabeemgiu                      | türkisch                                                                    | Diener, der für die Mabeems zuständig ist (Kammern, die den dregători unterstanden)                      |
| Mazil                          | türkisch mazul oder Südrussisch mazil (Landeigentümer)                      | Bojaren des Landadels ohne öffentliche Funktion                                                          |
| Mehmendar                      | türkisch mihmandar                                                          | Bojar, der den Herrscher begleitete und sich um dessen Unterkunft kümmerte                               |
| Meteregiu                      | türkisch                                                                    | Diener, der für das Waschbecken des Prinzen zuständig war                                                |
| Mucurdar, Muhurdar, Muhardagiu | türkisch mühürdar                                                           | Siegelgraveur                                                                                            |
| Mumbașir                       | türkisch mübaşir                                                            | Steuereintreiber                                                                                         |
| Nerghelegiu                    | türkisch nargileci                                                          | Diener für die Wasserpfeife                                                                              |
| Nazâr                          | türkisch nāzır                                                              | Gouverneur einer türkischen Stadt                                                                        |
| Paia                           | türkisch pāye                                                               | Bojaren ohne öffentliche Funktion                                                                        |
| Pehlivan                       | persisch pehlevān, Held, Champion                                           | Akrobat                                                                                                  |
| Peschirigi-bașa                | türkisch                                                                    | Diener, der dafür verantwortlich ist, dem Prinzen das Handtuch zum Abtrocknen zu geben                   |
| Rahtivan                       | türkisch rahtevan                                                           | Pferdemeister des Prinzen                                                                                |
| Serdar                         | türkisch sardar, ursprünglich aus dem Persischen                            | Befehlshaber einer Armee                                                                                 |
| Ṣeitar                         | türkisch                                                                    | Hofnarr                                                                                                  |